# Завадов (Яворовская городская община)
Завадов (укр. Завадів) — село в Яворовской городской общине Яворовского района Львовской области Украины.
Население по переписи 2001 года составляло 1261 человек. Занимает площадь 2,053 км². Почтовый индекс — 81020. Телефонный код — 3259.